# Greis (Musiker)

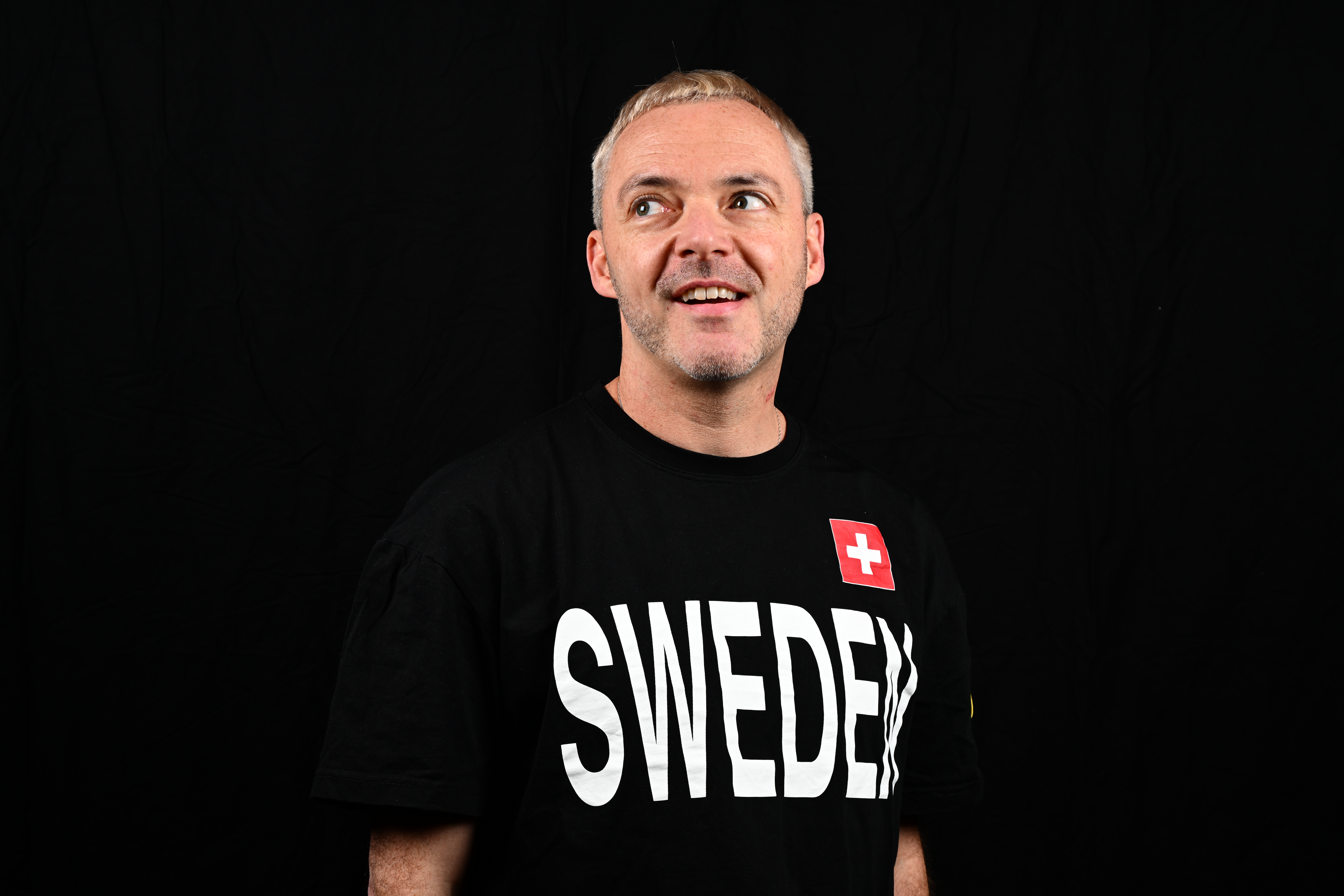
Greis 2025

Greis (* 3. April 1978 in Lausanne, bürgerlicher Name Grégoire Vuilleumier) ist ein Schweizer Rapper.

## Biografie
Greis entstammt der Berner Chlyklass-Crew und ist Mitglied der Band PVP. Er arbeitet mit anderen Schweizer Musikern zusammen, wie Züri West, TAFS aus dem Baselbiet, mit E.K.R. oder Big Zis aus Zürich oder Sens Unik und Stress aus Lausanne.
Mit Eis hat Greis ein bekanntes Schweizer Hip-Hop-Album veröffentlicht. Er ist kein strikter Hip-Hopper, sondern arbeitet mit Musikern anderer Stile zusammen. Greis vertritt die Schweiz auf dem Futurama United Nations Remix von Kool Savas und auf dem Starting Block Remix von Soprano. Er trägt seine Liedtexte auf Französisch, in Schweizer Mundart und gelegentlich auch in englischer Sprache vor.
Mit seinem Album 3 wurde er in der Kategorie Bester europäischer Act (MTV European Music Awards) nominiert.
Seit März 2019 führt er zusammen mit Mariko Vuilleumier-Küng und Marina Agostinis den Second-Hand Laden «The New New Bern».

## Veröffentlichungen
Der Name des Albums Eis ist das berndeutsche Wort für Eins und weist darauf hin, dass es Greis’ 1. Soloalbum ist. 2004 veröffentlichte Greis mit seiner Chlyklass-Crew (PVP) das Album Eifach Nüt. 2004 erarbeitete er mit dem deutschen Curse, dem Tafs-Mitglied Taz und dem Beatbastler Claud der Sektion Kuchikäschtli das Album Prestige. 2006 entstand der Schweiz-Afrika-Sampler Rogue State of Mind, auf welchem unter anderem Godessa, Rennie von der Sektion Kuchikäschtli, Dimitri von den Hobbitz, Pan, Baze oder Whodis und der Sänger Seven mitmischen. Der Erlös des Rogue State of Mind kam dem Projekt «Party with a Purpose» in den Cape Flats von Kapstadt zugute. Im Februar 2013 wurde das erste komplett französischsprachige Album Greis Anatomy anlässlich des zehnjährigen Jubiläums seines Debüt-Albums Eis als kostenloser Download veröffentlicht. Im Frühling 2015 landete er mit dem Chlyklass-Album wieso immer mir? zum ersten Mal auf Platz 1 der schweizerischen Hitparade. Im November folgte die Veröffentlichung seines 6. Soloalbums Hünd i parkierte Outos.

## Musikinhalte
Greis thematisiert soziale Missstände, persönliche Probleme oder die aktuelle Welt- und Lokalpolitik und lässt sich scherzend über sich, sein Umfeld und die Hip-Hop-Szene aus. Er spricht politische Themen wie die Schattenseiten der Globalisierung, den Spanischen Bürgerkrieg oder die rechtspopulistische Schweizerische Volkspartei an. Greis ruft zu Solidarität mit sozial benachteiligten Menschen und Antirassismus auf. Er setzt sich ein für mehr Chancengleichheit und für die Bekämpfung von geschlechtsspezifischer Gewalt und Diskriminierung.
Mit der Gruppe Noti Wümié spielt Greis seit 2013 zusammen mit dem Gitarristen Benjamin Noti Rap gemischt mit Stand-up-Comedy und Improvisationsmusik.

## Diskografie
Alben
- 2003: Eis
- 2004: Eifach nüt (PVP)
- 2004: Prestige (Taz, Greis, Claud, Curse)
- 2005: Ke Summer (Chlyklass)
- 2005: daladal.art.05 (swiss rap meets tanzanian bongo flava)
- 2006: Rogue State of Mind (Sampler mit Godessa aus Südafrika und weiteren Schweizer und afrikanischen Rappern)
- 2007: «2»
- 2008: Rollin’500 (PVP/Chlyklass); Rogue State of Mind II (Rogue State Alliance); Winnetou Bühler (Krneta, Greis & Apfelböck)
- 2009: «3»
- 2011: Es geit (PVP)
- 2012: Me Love
- 2013: Greis Anatomy
- 2015: Wieso immer mir? (Chlyklass)
- 2015: Hünd i parkierte Outos
- 2018: Nouvelle Frisüre (Noti Wümié)
- 2019: Deitinge Nord (Chlyklass)
- 2024: Diversi Hits (Chlyklass)
- 2024: Sorry Zäme (Noti Wümié)

EPs
- 1999: Äsche zu Stoub (PVP)
- 2001: From Hell to Heaven and Back (PVP)
- 2002: Hersh n’Bersh (Chlyklass)
- 2005: Aus Abfackle (PVP)
- 2013: Madeleine (Noti Wümié)
- 2018: Live am Klang Basel (Noti Wümié & Sinfonieorchester Basel)

Singles
- 2003: Dounia; Global
- 2008: Teil vo dr Lösig / La Methode
- 2008: Nur 1 Tropfe / Une seule goutte
- 2009: Teil vom Problem; Myekeleni
- 2010: Bien Avant; So Leid (Maxi); Temps Passe
- 2012: Enfant des Étoiles
- 2015: Santa Maria
- 2015: Toujours Ensemble
- 2016: Weni Denn feat. Lo & Leduc
- 2016: Die Strass, won i drann wohne (Noti Wümié)
- 2021: Lunge (Chlyklass)
- 2021: TWLWD / Dernière Lueur
- 2022: Tag Wird Cho
- 2022: Ballöön (Noti Wümié)
- 2022: Qu’on me donne (Frida Chehlaoui x Greis)
- 2022: Ballöön (Greis x Hatepop)
- 2024: Imposteur (Greis x Dashcam*Devi x Noti Wümié)
- 2024: Rien à fêter (Greis x Noti Wümié)

Sonstige Veröffentlichungen
- 2013: Double Deuil feat. Bertrand Bitz[9]
- 2021: Gris feat. Grëj
- 2022: À Peine feat. Jeune Ras, Chris Karell, Djeemi Red Uzi

## Belege
1. ↑  Manillio und Greis eröffnen Kleiderladen (Memento vom 6. Juni 2019 im Internet Archive). In: Bluewin. 5. März 2019.
2. ↑  Rapper Manillio führt einen Secondhand-Shop. In: Schweizer Illustrierte. August 2019, abgerufen am 1. Januar 2025.
3. ↑  Nina Kobelt: Greis verkauft alte Kleider. In: Berner Zeitung. 5. März 2019, ISSN 1424-1021 (online [abgerufen am 23. Juli 2021]).
4. ↑  Prestige | Taz – Greis – Claud – Curse (Memento vom 5. Dezember 2004 im Internet Archive), auf arr-prestige.de.
5. ↑  Beschreibung zur CD (Memento vom 3. Juli 2006 im Internet Archive), auf hiphopstore.ch, abgerufen am 11. Juli 2010.
6. ↑  Greis kehrt zurück zur Muttersprache. In: Berner Zeitung. 15. Februar 2012, abgerufen am 27. Februar 2013.
7. ↑  Greis – Musik für Mörgelis Kinder (Memento vom 26. November 2007 im Internet Archive), auf aightgenossen.ch.
8. 1 2  Chartdiskografie Schweiz.
9. ↑  Eine sechste Bock uf Rock zum runden Geburtstag (Memento vom 19. Oktober 2013 im Webarchiv archive.today), auf trespass.ch, abgerufen am 19. Oktober 2013.

| Personendaten    | Personendaten                           |
| ---------------- | --------------------------------------- |
| NAME             | Greis                                   |
| ALTERNATIVNAMEN  | Vuilleumier, Grégoire (wirklicher Name) |
| KURZBESCHREIBUNG | Schweizer Rapper                        |
| GEBURTSDATUM     | 3. April 1978                           |
| GEBURTSORT       | Lausanne                                |